# 凯文·桑加亚·苏卡穆约
凯文·桑加亚·苏卡穆约（1995年8月2日—），印尼男子羽毛球運動員，專長男雙項目。在世界排名，他曾与現役搭档马库斯·费尔纳尔迪·吉德翁的组合最高排名第一（注：东京奥运）。被广大球迷誉为「小黄人」的绰号。。

## 簡歷

### 2014年
2014年3月，苏卡穆约与西华努斯·盖尔搭檔出戰越南國際挑戰賽，在男雙決賽以2比0（21-14、21-13）轻取赛会2号种子澳大利亚的罗宾·米德尔顿/罗斯·史密斯，奪得其首個國際职业赛冠軍。
同年4月，他們倆人再次搭檔出戰紐西蘭羽毛球大獎賽，在男雙決賽以2比1（15-21、23-21、21-11）擊敗赛会2号种子、中華台北的陳宏麟/呂佳彬，奪得其首個國際黄金大奖賽冠軍。

### 2015年
2015年，苏卡穆约開始与马库斯·费尔纳尔迪·吉德翁搭档男雙。10月，二人出戰中華台北羽毛球黃金大獎賽，在男雙決賽以2比0（21-16、21-18）擊敗赛会4号种子、马来西亚的云天豪/林钦华，奪得倆人合作的首個國際黄金大奖賽冠軍。

### 2016年
2016年3月，苏卡穆约与吉德翁搭檔出戰印度羽毛球超级賽，在男雙決賽以2比0（21-17、21-13）擊敗队友安加·普拉塔玛/里奇·卡兰达·苏华迪，这也是俩人合作的首個國際超级系列赛冠军。
同年6月，二人出戰澳洲羽毛球超級賽，在男雙決賽以2比0（21-14、21-15）擊敗队友安加·普拉塔玛/里奇·卡兰达·苏华迪，拿下冠軍。同年11月，二人出戰中國羽毛球首要超級賽，在男雙決賽以2比0（20-18、22-20）擊敗丹麦玛蒂亚斯·鲍伊/卡斯腾·摩根森奪冠。

### 2017年：登榜世界第一
2017年3月，苏卡穆约与吉德翁出戰全英羽毛球首要超級賽，在男雙決賽以2比0（21-19、21-14）横扫中国的李俊慧/刘雨辰，奪得其首個全英赛冠军。夺冠后，二人在3月16日的世界羽联排名中以73,051分登上男双世界第一宝座。
紧接着，二人出戰印度羽毛球超级賽，在男雙決賽以2比0（21-11、21-15）擊敗队友安加·普拉塔玛/里奇·卡兰达·苏华迪，连续二周赛事夺得冠军。
2017年4月，他們出戰馬來西亞羽毛球首要超級賽。首圈，以2比0（21-9、21-19）轻取日本的保木卓朗/小林優吾。次圈，以2比0（23-21、21-16）击退中国的刘成/张楠。八强中，迎战赛会5号种子、中国的李俊慧/刘雨辰，以2比1（7-21、21-17、21-17）逆转对手出局。四强中，面对赛会2号种子、日本的嘉村健士/園田啟悟，直落二局以（21-16、21-13）轻取对手。决赛中，以2比1（21-14、14-21、21-12）打败了中国组合，赢得了赛季的第三冠。
2017年8月，他們參加苏格兰格拉斯哥舉行的世界羽毛球錦標賽，出戰男子双打項目。他們以3號種子身分出戰，故在首圈輪空；之后两人在次圈以2比1（21-13、21-14、9-21）击败中华台北的廖冠皓/呂佳彬。在第三圈，以2-0（21-19、21-16）完胜俄罗斯的头号男双弗拉基米尔·伊万诺夫/伊万·索松诺夫。在八强中，面对赛会6號種子中国的柴飚/洪炜，打满3局以1-2（21-11、19-21、20-22）不敌对手，8强止步。
2017年9月，他們出戰日本羽毛球超級賽。首圈，以2比0（27-25、21-15）轻取印度的萨维克赛拉吉·兰基雷迪/奇拉格·谢提。次圈，以2比1（21-13、11-21、21-18）逆转日本的保木卓朗/小林優吾。八强中，以2比0（21-19、22-20）力克丹麦的金·阿斯特鲁普/安德斯·斯考劳普·拉斯姆森。四强中，面对赛会2号种子、丹麦的玛蒂亚斯·鲍伊/卡斯腾·摩根森，直落二局（21-15、21-14）横扫对手。决赛中，迎战东道主、日本的井上拓斗/金子祐樹，以2比0（21-12、21-15）战胜了对手，称霸男双。
2017年11月，他們出戰中國羽毛球首要超級賽。首圈，以2比0（21-18、21-15）轻取印度的马奴·阿特里/苏密特·雷迪。次圈，以2比0（29-27、21-18）力克中華台北的李哲輝/李洋。八强中，面对赛会8号种子、俄罗斯的弗拉基米尔·伊万诺夫/伊万·索松诺夫，以2比0（21-19、21-13）完胜对手。四强中，面对赛会4号种子、中国的李俊慧/刘雨辰，直落二局（21-14、21-18）横扫对手。决赛中，迎战赛会2号种子、丹麦头号组合玛蒂亚斯·鲍伊/卡斯腾·摩根森，延续强势以2比0（21-19、21-11）成功地实现该项目的二连冠。
2017年11月，他們出戰香港羽毛球超級賽。首圈，以2比1（17-21、21-10、21-12）逆转马来西亚的吳蔚昇/张御宇。次圈，以2比1（18-21、21-13、21-14）力克日本的保木卓朗/小林優吾。八强中，以2比0（21-14、21-17）轻取马来西亚的王耀新/陳蔚強。四强中，面对赛会4号种子、中国的李俊慧/刘雨辰，以2比1（21-13、16-21、21-13）击败对手。决赛中，迎战赛会6号种子、丹麦的马德斯·康拉德-彼德森/马德斯·皮勒尔·科尔丁，直落二局以2比0（21-12、21-18），勇夺第六冠。
2017年12月，他們出戰世界羽聯超級系列賽總決賽。在小组赛中，分别战胜了丹麦的马德斯·康拉德-彼德森/马德斯·皮勒尔·科尔丁以及中国的李俊慧/刘雨辰，只败给了日本的嘉村健士/園田啟悟，以小組第二名出线。準決賽中，再次相遇此前小组赛曾输过的日本强档嘉村健士/園田啟悟，激战三局以2比1（21-10、18-21、21-16）淘汰了对手。决赛中，速战取胜中国的刘成/张楠，夺得总决赛男双冠军，以整年赛季中勇夺7冠完美收官。
年底，苏卡穆约和搭檔吉德翁獲選為「世界羽聯年度最佳男運動員」；苏卡穆约在獲獎後表示，雙打選手獲得此獎項並不常見，他們度過了美好的一年，希望以此獎項作為未來做得更好的動力。

### 2018年
2018年1月下旬，苏卡穆约与吉德翁出戰印尼羽毛球大師賽。首圈，以2比0（21-16、21-16）横扫泰国的提恩·伊斯里亚内特/基迪萨·南达什。次圈，上演「印尼内战」，以2比0 （21-16、23-21）拿下队友利安·阿刚·萨普特拉/亨德拉·塞蒂亚万。八强中，面对赛会7号种子、中華台北的陳宏麟/王齊麟，双方激战三局后，最终以2比1（20-22、21-14、21-14）逆转对手。四强中，迎戰印度新秀组合萨维克赛拉吉·兰基雷迪/奇拉格·谢提，直落二局（21-14、21-11）横扫对手出局。决赛中，迎战赛会二号种子、中国的李俊慧/刘雨辰，拥有主场优势的东道主曾多次打败过对手，以2比1 （11-21、21-10、21-16）赢下本土赛事的男双冠军。
1月底至2月初，俩人继续征战印度羽毛球公開賽。首圈，表现强势以2比0（21-13、21-16）轻取丹麦的卡斯珀·安东森/尼克拉斯·诺尔。次圈，以2比0（21-18、28-26）力压泰国的提恩·伊斯里亚内特/基迪萨·南达什。八强中，以2比0（21-19、21-19）击败了东道主马奴·阿特里/苏密特·雷迪。四强中，与前头号印尼强档的穆罕默德·阿赫桑/亨德拉·塞蒂亚万率先会师準决赛中，最终表现出超强的接班实力以2比0（21-11、21-16）取胜。决赛中，迎戰赛会4号种子、丹麦的金·阿斯特鲁普/安德斯·斯考劳普·拉斯姆森，直落两局（21-14、21-16），连续二站夺得冠军。
2018年3月，他們出戰全英羽毛球公開賽。首圈，以2比0（21-16、21-19）轻取队友安加·普拉塔玛/利安·阿刚·萨普特拉。次圈，以2比1（21-17、20-22、21-13）击败了马来西亚的王耀新/张御宇。八强中，面对赛会7号种子、中華台北的陳宏麟/王齊麟，表现出色以2比0 （21-15、21-13）横扫对手出局。四强中，面对赛会6号种子、丹麦次号组合马德斯·康拉德-彼德森/马德斯·皮勒尔·科尔丁，直落二局（21-11、21-19）横扫对手。决赛中，迎战赛会二号种子、丹麦头号组合玛蒂亚斯·鲍伊/卡斯腾·摩根森，表现强势以2比0（21-18、21-17）连续打败两组欧洲最强组合，并且在下周的世界排名中超出了10万积分，以史上最高積分維持男雙世界第一。同年5月，他入选湯姆斯盃的男双主力，助印尼队赢得男子團體季军。同年7月，他与马库斯·费尔纳尔迪·吉德翁出戰印尼羽毛球公開賽，在男双决赛以2比0（21-13、21-16）横扫赛会7号种子、日本强档的井上拓斗/金子祐樹，成功地捍卫主场，继承了印尼在该项目的统治力。同年8月，他代表印尼参加本国举办的亞洲運動會羽毛球比賽，在率先进行的亚运会团体赛，助印尼队赢得男子團體银牌；此外，他和搭档马库斯·费尔纳尔迪·吉德翁作为东道主身份出战男子雙打，他们俩人以1號種子身分出戰，故在首圈輪空；次圈激战三局以2比1（21-16、19-21、21-18）力克日本的井上拓斗/金子祐樹；半準決賽表现出色以2比0（22-20、21-19）惊险击退了奥运亚军、马来西亚的吳蔚昇/陳蔚強；在準決賽陷入三局以2比1（21-15、20-22、21-12）拿下中华台北的李哲輝/李洋；决赛中，相遇印尼队友的法贾·阿尔弗兰/穆罕默德·里安·阿利安托实现了该赛会唯一的项目中会师，技术一筹以2比1（13-21、21-18、24-22）险胜，亦是第七对赢得亚运会男子双打冠军的印尼组合，显现了该项目长久以来的最强统治力。同年9月，他们出战日本羽球公開賽，在男双决赛以2比0（21-11、21-13）横扫赛会2号种子、中国的李俊慧/刘雨辰。同期9月，他们出战中國羽毛球公開賽，在男双準决赛以1比2（19-21、21-11、17-21）不敌东道主的韩呈恺/周昊东，错失了卫冕三连霸。同年10月，他们出战丹麥羽毛球公開賽，在男双决赛以2比0（21-15、21-16）横扫赛会4号种子、世锦赛亚军的嘉村健士/園田啟悟，赢得超級750賽男双冠军。同期10月，他与马库斯·费尔纳尔迪·吉德翁出战法國羽毛球公開賽，在男双决赛以1比2（21-23、21-8、17-21）不敌中国的韩呈恺/周昊东，赢得亚军。同年11月，他与马库斯·费尔纳尔迪·吉德翁出战中國福州羽毛球公開賽，在男双决赛以2比1（25-27、21-17、21-15）击败了东道主的何济霆/谭强，赢得超級750賽男双冠军。同期11月，他与马库斯·费尔纳尔迪·吉德翁出战香港羽毛球公開賽，在男双决赛以2比0（21-13、21-12）横扫日本强档的嘉村健士/園田啟悟，赢得超級500賽男双冠军。

### 2019年 卫冕印尼大师赛、印尼公开赛以及日本公开赛
2019年1月，凯文·桑加亚·苏卡穆约与马库斯·费尔纳尔迪·吉德翁出战馬來西亞羽毛球大師賽，在男双决赛以2比0（21-15、21-16）横扫马来西亚强档的王耀新/张御宇，赢得超級500賽男双冠军。同期1月，他与马库斯·费尔纳尔迪·吉德翁出战印尼羽球大師賽，在男双决赛以2比0（21-17、21-11）横扫赛会8号种子、前世锦赛冠军的穆罕默德·阿赫桑/亨德拉·塞蒂亚万，成功地卫冕超級500賽男双冠军。同年4月，他与马库斯·费尔纳尔迪·吉德翁出战新加坡羽球公開賽，在男双準决赛以1比2（21-13、10-21、19-21）不敌赛会3号种子、日本强档的嘉村健士/園田啟悟。同期4月，他参加中国湖北省武汉市举办的亞洲羽毛球錦標賽，他和马库斯·费尔纳尔迪·吉德翁以赛会头号种子在首圈以2比0（21-12、21-17）横扫新加坡强档的D·B·克里斯南塔/許永凱；次圈以2比0（21-18、21-18）压制了中国香港强档的張德正/楊銘諾；八强激战三局以2比1（21-13、19-21、21-16）逆转了赛会6号种子、中国的韓呈愷/周昊東；四强以2比1（15-21、21-17、21-15）战胜了赛会3号种子、日本强档的嘉村健士/園田啟悟；决赛以0比2（18-21、3-21）不敌赛会5号种子、日本强档的遠藤大由/渡邊勇大，赢得亚锦赛男双亚军。同年5月，他代表印尼参加中国广西壮族自治区南宁市举办的蘇迪曼盃，助印尼队赢得混团季军。同年7月，他与马库斯·费尔纳尔迪·吉德翁出战印尼羽球公開賽，在男双决赛以2比0（21-19、21-16）击败了赛会4号种子、前世锦赛冠军的穆罕默德·阿赫桑/亨德拉·塞蒂亞萬，成功地卫冕超級1000賽男双冠军。同期7月，他与马库斯·费尔纳尔迪·吉德翁出战日本羽毛球公開賽，在男双决赛以2比0（21-18、23-21）击败了赛会4号种子、前世锦赛冠军的穆罕默德·阿赫桑/亨德拉·塞蒂亚万，成功地卫冕超級750賽男双冠军。

### 2020東京奧運
蘇卡穆約和吉德翁組合在2020東京奧運男子雙打比賽小組賽中二勝一負闖進八強，但以0-2（14-21、17-21）輸給馬來西亞的蘇偉譯和謝定峰，無緣四強。

## 技術及評價
在2018年期间，他曾与队友拿得2018年亞運會男雙金牌、2017年世界羽聯超級系列賽總決賽冠军，以及兩度夺得全英羽毛球公开锦标赛冠军等，更當選印尼體育大獎「年度最佳運動員」。

## 主要比賽成績
只列出曾進入準決賽的國際賽事成績：
| 年份   | 賽事                     | 公開賽級別 | 項目     | 拍檔                          | 成績   |
| ------ | ------------------------ | ---------- | -------- | ----------------------------- | ------ |
| 2011年 | 新加坡羽毛球國際系列賽   | 國際系列賽 | 男子雙打 | 卢基·阿普里·努格洛侯          | 亞軍   |
| 2012年 | 亞洲青年羽毛球錦標賽     | 其他       | 男子雙打 | 阿尔弗兰·埃科·普拉塞特亚      | 季軍   |
| 2013年 | 亞洲青年羽毛球錦標賽     | 其他       | 混合團體 | －                            | 季軍   |
| 2013年 | 亞洲青年羽毛球錦標賽     | 其他       | 男子雙打 | 阿里亚·毛拉纳·阿蒂亚塔玛      | 季軍   |
| 2013年 | 世界青年羽毛球錦標賽     | 其他       | 混合團體 | －                            | 亞軍   |
| 2013年 | 世界青年羽毛球錦標賽     | 其他       | 混合雙打 | 玛西塔·穆罕默丁               | 亞軍   |
| 2014年 | 越南羽毛球國際挑戰賽     | 國際挑戰賽 | 男子雙打 | 西华努斯·盖尔                 | 冠軍   |
| 2014年 | 紐西蘭羽毛球大獎賽       | 大獎賽     | 男子雙打 | 西华努斯·盖尔                 | 冠軍   |
| 2014年 | 印尼羽毛球大師賽         | 黃金大獎賽 | 男子雙打 | 西华努斯·盖尔                 | 亞軍   |
| 2014年 | 保加利亞羽毛球國際賽     | 國際挑戰賽 | 男子雙打 | 西华努斯·盖尔                 | 冠軍   |
| 2015年 | 瑞士羽毛球黃金大獎賽     | 黃金大獎賽 | 男子雙打 | 吉德翁·马库斯·费尔纳尔迪      | 準決賽 |
| 2015年 | 東南亞運動會羽毛球比賽   | 其他       | 男子團體 | －                            | 金牌   |
| 2015年 | 東南亞運動會羽毛球比賽   | 其他       | 男子雙打 | 吉德翁·马库斯·费尔纳尔迪      | 銀牌   |
| 2015年 | 中華台北羽毛球黃金大獎賽 | 黃金大獎賽 | 男子雙打 | 吉德翁·马库斯·费尔纳尔迪      | 亞軍   |
| 2015年 | 越南羽毛球大獎賽         | 大獎賽     | 男子雙打 | 吉德翁·马库斯·费尔纳尔迪      | 準決賽 |
| 2015年 | 泰國羽毛球黃金大獎賽     | 黃金大獎賽 | 男子雙打 | 吉德翁·马库斯·费尔纳尔迪      | 準決賽 |
| 2015年 | 中華台北羽毛球大獎賽     | 大獎賽     | 男子雙打 | 吉德翁·马库斯·费尔纳尔迪      | 冠軍   |
| 2016年 | 馬來西亞羽毛球大師賽     | 黃金大獎賽 | 男子雙打 | 吉德翁·马库斯·费尔纳尔迪      | 冠軍   |
| 2016年 | 印度羽毛球超级賽         | 超級賽     | 男子雙打 | 吉德翁·马库斯·费尔纳尔迪      | 冠軍   |
| 2016年 | 湯姆斯盃                 | 其他       | 男子團體 | －                            | 亞軍   |
| 2016年 | 澳洲羽毛球超級賽         | 超級賽     | 男子雙打 | 马库斯·费尔纳尔迪·吉德翁      | 冠軍   |
| 2016年 | 印尼羽毛球大師賽         | 黃金大獎賽 | 男子雙打 | 瓦赫尤·那亚卡·阿亚·邦卡亚尼拉 | 冠軍   |
| 2016年 | 中國羽毛球首要超級賽     | 首要超級賽 | 男子雙打 | 马库斯·费尔纳尔迪·吉德翁      | 冠軍   |
| 2017年 | 全英羽毛球首要超級賽     | 首要超級賽 | 男子雙打 | 马库斯·费尔纳尔迪·吉德翁      | 冠軍   |
| 2017年 | 印度羽毛球超级賽         | 超級賽     | 男子雙打 | 马库斯·费尔纳尔迪·吉德翁      | 冠軍   |
| 2017年 | 馬來西亞羽毛球首要超級賽 | 首要超級賽 | 男子雙打 | 马库斯·费尔纳尔迪·吉德翁      | 冠軍   |
| 2017年 | 新加坡羽毛球超级賽       | 超級賽     | 男子雙打 | 马库斯·费尔纳尔迪·吉德翁      | 準決賽 |
| 2017年 | 韓國羽毛球超級賽         | 超級賽     | 男子雙打 | 马库斯·费尔纳尔迪·吉德翁      | 亞軍   |
| 2017年 | 日本羽毛球超級賽         | 超級賽     | 男子雙打 | 马库斯·费尔纳尔迪·吉德翁      | 冠軍   |
| 2017年 | 丹麥羽毛球首要超級賽     | 首要超級賽 | 男子雙打 | 马库斯·费尔纳尔迪·吉德翁      | 亞軍   |
| 2017年 | 中國羽毛球首要超級賽     | 首要超級賽 | 男子雙打 | 马库斯·费尔纳尔迪·吉德翁      | 冠軍   |
| 2017年 | 香港羽毛球超級賽         | 超級賽     | 男子雙打 | 马库斯·费尔纳尔迪·吉德翁      | 冠軍   |
| 2017年 | 世界羽聯超級系列賽總決賽 | 首要超級賽 | 男子雙打 | 马库斯·费尔纳尔迪·吉德翁      | 冠軍   |
| 2018年 | 印尼羽毛球大師賽         | 超級500賽  | 男子雙打 | 马库斯·费尔纳尔迪·吉德翁      | 冠軍   |
| 2018年 | 印度羽毛球公開賽         | 超級500賽  | 男子雙打 | 马库斯·费尔纳尔迪·吉德翁      | 冠軍   |
| 2018年 | 亞洲羽毛球團體錦標賽     | 其他       | 男子團體 | －                            | 冠軍   |
| 2018年 | 全英羽毛球公開賽         | 超級1000賽 | 男子雙打 | 马库斯·费尔纳尔迪·吉德翁      | 冠軍   |
| 2018年 | 湯姆斯盃                 | 其他       | 男子團體 | －                            | 季軍   |
| 2018年 | 印尼羽毛球公開賽         | 超級1000賽 | 男子雙打 | 马库斯·费尔纳尔迪·吉德翁      | 冠軍   |
| 2018年 | 亞洲運動會羽毛球比賽     | 其他       | 男子團體 | －                            | 銀牌   |
| 2018年 | 亞洲運動會羽毛球比賽     | 其他       | 男子雙打 | 马库斯·费尔纳尔迪·吉德翁      | 金牌   |
| 2018年 | 日本羽球公開賽           | 超級750賽  | 男子雙打 | 马库斯·费尔纳尔迪·吉德翁      | 冠軍   |
| 2018年 | 中國羽毛球公開賽         | 超級1000賽 | 男子雙打 | 马库斯·费尔纳尔迪·吉德翁      | 準決賽 |
| 2018年 | 丹麥羽毛球公開賽         | 超級750賽  | 男子雙打 | 马库斯·费尔纳尔迪·吉德翁      | 冠軍   |
| 2018年 | 法國羽毛球公開賽         | 超級750賽  | 男子雙打 | 马库斯·费尔纳尔迪·吉德翁      | 亞軍   |
| 2018年 | 中國福州羽毛球公開賽     | 超級750賽  | 男子雙打 | 马库斯·费尔纳尔迪·吉德翁      | 冠軍   |
| 2018年 | 香港羽毛球公開賽         | 超級500賽  | 男子雙打 | 马库斯·费尔纳尔迪·吉德翁      | 冠軍   |
| 2019年 | 馬來西亞羽毛球大師賽     | 超級500賽  | 男子雙打 | 马库斯·费尔纳尔迪·吉德翁      | 冠軍   |
| 2019年 | 印尼羽球大師賽           | 超級500賽  | 男子雙打 | 马库斯·费尔纳尔迪·吉德翁      | 冠軍   |
| 2019年 | 新加坡羽球公開賽         | 超級500賽  | 男子雙打 | 马库斯·费尔纳尔迪·吉德翁      | 準決賽 |
| 2019年 | 亞洲羽毛球錦標賽         | 其他       | 男子雙打 | 马库斯·费尔纳尔迪·吉德翁      | 亞軍   |
| 2019年 | 蘇迪曼盃                 | 其他       | 混合團體 | －                            | 季軍   |
| 2019年 | 印尼羽球公開賽           | 超級1000賽 | 男子雙打 | 马库斯·费尔纳尔迪·吉德翁      | 冠軍   |
| 2019年 | 日本羽毛球公開賽         | 超級750賽  | 男子雙打 | 马库斯·费尔纳尔迪·吉德翁      | 冠軍   |
| 2019年 | 中國羽毛球公開賽         | 超級1000賽 | 男子雙打 | 马库斯·费尔纳尔迪·吉德翁      | 冠軍   |
| 2019年 | 丹麥羽毛球公開賽         | 超級750賽  | 男子雙打 | 马库斯·费尔纳尔迪·吉德翁      | 冠軍   |
| 2019年 | 法國羽毛球公開賽         | 超級750賽  | 男子雙打 | 马库斯·费尔纳尔迪·吉德翁      | 冠軍   |
| 2019年 | 中國福州羽毛球公開賽     | 超級750賽  | 男子雙打 | 马库斯·费尔纳尔迪·吉德翁      | 冠軍   |
| 2019年 | 世界羽聯世界巡迴賽總決賽 | 總決賽     | 男子雙打 | 马库斯·费尔纳尔迪·吉德翁      | 準決賽 |
| 2020年 | 印度尼西亞羽毛球大師賽   | 超級500賽  | 男子雙打 | 马库斯·费尔纳尔迪·吉德翁      | 冠軍   |
| 2020年 | 亞洲羽毛球團體錦標賽     | 其他       | 男子團體 | －                            | 冠軍   |
| 2020年 | 全英羽毛球公開賽         | 超級1000賽 | 男子雙打 | 马库斯·费尔纳尔迪·吉德翁      | 亞軍   |
| 2021年 | 湯姆斯盃                 | 其他       | 男子團體 | －                            | 冠軍   |
| 2021年 | 法國羽毛球公開賽         | 超級750賽  | 男子雙打 | 马库斯·费尔纳尔迪·吉德翁      | 亞軍   |
| 2021年 | 海洛羽毛球公開賽         | 超級500賽  | 男子雙打 | 马库斯·费尔纳尔迪·吉德翁      | 冠軍   |
| 2021年 | 印尼羽毛球大師賽         | 超級750賽  | 男子雙打 | 马库斯·费尔纳尔迪·吉德翁      | 亞軍   |
| 2021年 | 印尼羽毛球公開賽         | 超級1000賽 | 男子雙打 | 马库斯·费尔纳尔迪·吉德翁      | 冠軍   |
| 2021年 | 世界羽聯世界巡迴賽總決賽 | 總決賽     | 男子雙打 | 马库斯·费尔纳尔迪·吉德翁      | 亞軍   |
| 2022年 | 全英羽毛球公開賽         | 超級1000賽 | 男子雙打 | 马库斯·费尔纳尔迪·吉德翁      | 準決賽 |
| 2022年 | 湯姆斯盃                 | 其他       | 男子團體 | －                            | 亞軍   |
| 2022年 | 印尼羽毛球大师赛         | 超級500賽  | 男子雙打 | 马库斯·费尔纳尔迪·吉德翁      | 準決賽 |
| 2022年 | 丹麥羽毛球公開賽         | 超級750賽  | 男子雙打 | 馬庫斯·費爾納爾迪·吉德翁      | 亞軍   |
| 2023年 | 泰國羽毛球公開賽         | 超級500賽  | 男子雙打 | 馬庫斯·費爾納爾迪·吉德翁      | 準決賽 |

| 2007-2017年 | 首要超級賽 | 超級賽 | 黃金大獎賽 | 大獎賽 | 國際挑戰賽 | 國際系列賽 | 未來系列賽 | 其他 |

| 2018-2026年 | 總決賽 | 超級1000賽 | 超級750賽 | 超級500賽 | 超級300賽 | 超級100賽 | 國際挑戰賽 | 國際系列賽 | 未來系列賽 | 其他 |

### 世界冠軍頭銜
凯文·桑加亚·苏卡穆约在羽毛球生涯中共奪得1項羽毛球世界冠軍頭銜。
| 賽事     | 奪冠次數 | 年份               |
| -------- | -------- | ------------------ |
| 湯姆斯盃 | 1        | 2020年（男子團體） |
| 總計     | 1        |                    |

### 奧運會和世錦賽參賽紀錄
|          | 搭檔                     | 2017 | 2018 | 2019 | 2020 | 2021  | 2022 |
| -------- | ------------------------ | ---- | ---- | ---- | ---- | ----- | ---- |
| 男子雙打 | 马库斯·费尔纳尔迪·吉德翁 | 8強  | 8強  | 48強 | 8強  | 32強1 | 16強 |

1 賽前退賽

## 主要对賽记录
凯文·桑加亚·苏卡穆约與主要對手的對賽成績如下（只列出對賽五次或以上對手，截至2023年6月8日）：
男雙 - 马库斯·费尔纳尔迪·吉德翁
| 對手                                             | 對賽次數 | 對賽結果 | 對賽結果 | 總計 |
| 對手                                             | 對賽次數 | 勝       | 負       | 總計 |
| ------------------------------------------------ | -------- | -------- | -------- | ---- |
| 穆罕默德·阿赫桑 亨德拉·塞蒂亞萬                  | 13       | 11       | 2        | +9   |
| 法賈·阿爾弗蘭 穆罕默德·裡安·阿利安托             | 10       | 6        | 4        | +2   |
| 里奇·卡兰达·苏华迪 安加·普拉塔玛                 | 6        | 6        | 0        | +6   |
| 瓦赫尤·那亚卡·阿亚·邦卡亚尼拉 阿迪·尤苏夫·桑托索 | 6        | 5        | 1        | +4   |

| 對手                                   | 對賽次數 | 對賽結果 | 對賽結果 | 總計 |
| 對手                                   | 對賽次數 | 勝       | 負       | 總計 |
| -------------------------------------- | -------- | -------- | -------- | ---- |
| 嘉村健士 園田啟悟                      | 16       | 11       | 5        | +6   |
| 保木卓朗 小林優吾                      | 15       | 11       | 4        | +7   |
| 李俊慧 劉雨辰                          | 13       | 11       | 2        | +9   |
| 薩維克賽拉吉·蘭基雷迪 奇拉格·謝提      | 11       | 11       | 0        | +11  |
| 謝定峰 蘇偉譯                          | 11       | 9        | 2        | +7   |
| 金·阿斯特魯普 安德斯·斯考勞普·拉斯姆森 | 10       | 9        | 1        | +8   |
| 瑪蒂亞斯·鮑伊 卡斯騰·摩根森            | 9        | 5        | 4        | +1   |
| 井上拓斗 金子祐樹                      | 8        | 8        | 0        | +8   |
| 吳蔚昇 陳蔚強                          | 8        | 7        | 1        | +6   |
| 何濟霆 譚強                            | 8        | 7        | 1        | +6   |
| 馬德斯·康拉德-彼德森 馬德斯·科爾丁     | 8        | 6        | 2        | +4   |
| 李哲輝 李洋                            | 8        | 6        | 2        | +4   |
| 遠藤大由 渡邊勇大                      | 8        | 2        | 6        | -4   |
| 王耀新 張禦宇                          | 7        | 7        | 0        | +7   |
| 弗拉基米爾·伊萬諾夫 伊萬·索松諾夫      | 7        | 7        | 0        | +7   |
| 劉成 張楠                              | 7        | 5        | 2        | +3   |
| 韓呈愷 周昊東                          | 7        | 4        | 3        | +1   |
| 馬克·拉姆斯富斯 馬文·塞德爾            | 6        | 6        | 0        | +6   |
| 李洋 王齊麟                            | 6        | 5        | 1        | +4   |
| 馬庫斯·埃利斯 克裡斯·蘭格瑞奇          | 5        | 5        | 0        | +5   |
| 陳宏麟 王齊麟                          | 5        | 5        | 0        | +5   |
| 柴飈 洪煒                              | 5        | 3        | 2        | +1   |